# Nationale Orde van Verdienste (Frankrijk)
De Franse Nationale Orde van Verdienste (Frans: "Ordre national du Mérite") is een moderne Franse orde van verdienste.
Op 1 januari 1964 verving generaal De Gaulle, president van de Franse Republiek, vijftien van de negentien "ministeriële orden" en de twee overgebleven en ook in Europa verleende koloniale ridderorden door deze Nationale Orde van Verdienste. De Orde was door een decreet van 3 december 1963 ingesteld.
De opgeheven orden van de ministeries:
- Orde van het Openbaar Onderricht (Frans: "Ordre de l’Instruction Publique")
- Orde van Sociale Verdienste (Frankrijk) (Frans: ”Ordre du Mérite Social”)
- Orde van Postale Verdienste (Frankrijk) (Frans: ”Ordre du Mérite Postal”)
- Orde van Verdienste voor de Volksgezondheid (Frankrijk) (Frans: ”Ordre de la Santé Publique”)
- Orde van Commerciële Verdienste (Frankrijk) (Frans: ”Ordre du Mérite Commercial”)
- Orde van Toeristische Verdienste (Frankrijk) (Frans: ”Ordre du Mérite Touristique”)
- Orde van Ambachtelijke Verdienste (Frankrijk) (Frans: ”Ordre du Mérite Artisanal”)
- Orde van Verdienste voor de zorg voor oud-strijders (Frankrijk) (Frans: ”Ordre du Mérite combattant”)
- Orde van Sportieve Verdienste (Frankrijk) (Frans: ”Ordre du Mérite Sportif “)
- Orde van Verdienste op de Werkplek (Frankrijk) (Frans: ”Ordre du Mérite du Travail”)
- Ministeriële Orde van Militaire Verdienste (Frankrijk) (Frans: ”Ordre du Mérite Militaire”)

niet te verwarren met de beroemde 18e-eeuwse Orde van Militaire Verdienste
- Orde van Burgerlijke Verdienste (Frankrijk) (Frans: ”Ordre du Mérite Civil”)
- Orde van Verdienste voor de Sahara (Frankrijk) (Frans: ”Ordre du Mérite Saharien”)
- Orde van Verdienste voor de Nationale Economie (Frans: ”Ordre de l'Economie Nationale”)

Deze oude orden bleven "slapend" bestaan en werden ook nog gedragen, maar ze werden niet meer uitgereikt. Het Franse decoratiestelsel was nu teruggebracht tot:
- Het Legioen van Eer
- De Medaille Militaire
- De Orde van de Bevrijding
- De Nationale Orde van Verdienste
- De Orde van de Academische Palmen
- De Orde van Verdienste voor de Landbouw
- De Maritieme Orde van Verdienste
- De Orde van Kunsten en Letteren
- Kruizen, eremedailles, een insigne en medailles.

In dit overzichtelijke stelsel beloont het exclusieve Legioen van Eer "eminente verdienste" en beloont de Orde van Verdienste de "mérites distingués" (aanzienlijke verdienste). Het Legioen van Eer is meer in aanzien dan de nieuwe Orde van Verdienste.
 De andere niet opgeheven Orden belonen verdienste in oorlogstijd of inzet op een bepaald vakgebied. De Orde wordt zowel aan burgers als aan militairen verleend en buitenlanders, die niet in de Orde worden opgenomen, krijgen de versierselen uitgereikt als een blijk van hoogachting.

De Franse president is de Grootmeester van de Orde die een Kanselier deelt met het Legioen van Eer.

## De waardigheden ("dignités") van de Orde
- Grootkruis

De grootkruisen dragen het kleinood van de orde aan een grootlint op de linkerheup en de ster van de orde op de linkerborst
- Grootofficier

De Grootofficieren dragen een kleinood aan een lint met een rozet op de linkerborst en een ster rechtsonder op de rechterborst.

## De graden van de Orde
- Commandeur

De Commandeur draagt een groot uitgevoerd kleinood van de Orde aan een lint om de hals. 
- Officier

De Officier draagt een kleinood aan een lint met een rozet op de linkerborst. 
- Ridder

De Ridder draagt een kleinood aan een lint op de linkerborst.Bij de ridder is in het kleinood geen goud verwerkt

## De versierselen van de Orde
Het modern ogende kleinood is ontworpen door de beeldhouwer Max Léognanyen stelt en zespuntige ster met dubbele stralen voor. De versierselen van de ridders zijn van zilver, bij de hogere rangen zijn ze verguld. In het centrale medaillon is het hoofd van "Marianne", zinnebeeld van de republiek afgebeeld binnen een eikenkrans en een cirkel met de woorden "République française".

Op de keerzijde zijn twee gekruiste vlaggen en de tekst "Ordre National du Mérite" en "3 décembre 1963" te zien.
De versierselen zijn voor burgers en militairen gelijk.
Het lint is helderblauw.

Elke Franse minister-president wordt na 24 maanden in zijn ambt in de rang van Grootkruis in deze Orde opgenomen.Bij staatsbezoeken werden ook H.K.H.Prinses Margriet der Nederlanden en mr. Pieter van Vollenhoven met het grootkruis in deze Orde gedecoreerd. In 2000 werd, ter gelegenheid van het staatsbezoek dat de Franse president bracht aan Nederland, Peter Beaujean (1944) toenmalig Major Domus (hoofd interne dienst) van Hare Majesteit koningin Beatrix, benoemd tot officier in deze orde. In januari 2014 werd koningin Máxima der Nederlanden bij gelegenheid van een officieel bezoek van president François Hollande van Frankrijk als Grootkruis in de orde opgenomen.